# Yubi Kirindongo
Hubert Marcolino (Yubi) Kirindongo, ook Jubi Kirindongo (Willemstad, 24 januari 1946) is een Curaçaos beeldend kunstenaar.
Kirindongo werd geboren op Curaçao en kwam in 1965 als verstekeling op een vrachtschip naar Europa. In Duitsland werd zijn tekentalent ontdekt door de schrijver Hubert Fichte. Hij werkte vervolgens als ziekenverpleger en als bokser. Hij kwam in de gevangenis terecht, trouwde, en keerde in 1976 naar Curaçao terug.
Kirindongo begon als kunstschilder, en deed in 1973 mee aan een expositie in de Haagse kerk; zijn werk werd toen veelbelovend genoemd. Terug op Curaçao maakte hij vervolgens kunstwerken van afgedankte bumpers en ander afval. Zijn invloed is tevens zichtbaar in de werken van de kunstenaars Roberto Tjon-A-Meeuw en Giovanni Abath.
In de jaren tachtig bouwde hij zijn eigen huis, tevens galerie, op Curaçao.
Kiridongo speelde een hoofdrol in Almacita di desolato (1986) van Felix de Rooy. In 1997 ontving hij de Cola Debrotprijs. In de eerste helft van 2014 was in Beelden aan Zee een overzichtstentoonstelling van zijn werk te zien.
Kirindongo is de maker van een monument voor de slavenopstand van 1795 op Curaçao. Dit bestaat uit zeven pilaren met een vuist die een gebroken keten vasthoudt, die samen het spoor van het verzet van 1795 aangeven, bij het Landhuis Knip, Santa Cruz, Porto Mari, Rif Sint Marie, Seri Neger en Landhuis Savonet.
Over zijn leven en werk ging in 2022 de documentaire "Yubismo" in première op Curaçao. De film, waar regisseur Corry van Heijningen vijf jaren aan heeft gewerkt, werd in september 2023 vertoond op de Caribbean Tales International Film Festival in Toronto.

## Selectie van werken

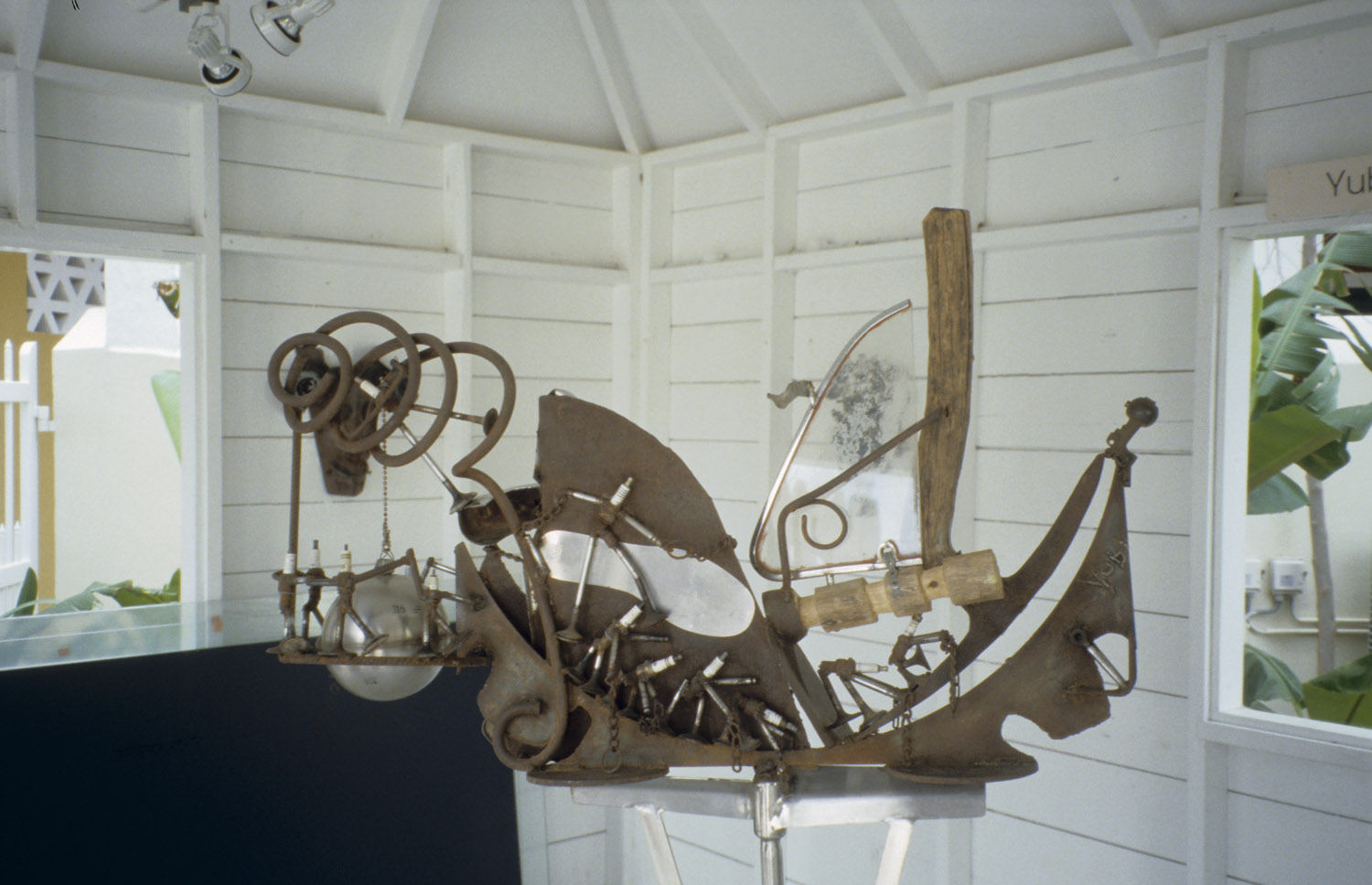
Werk in Museum Kurá Hulanda (2000)
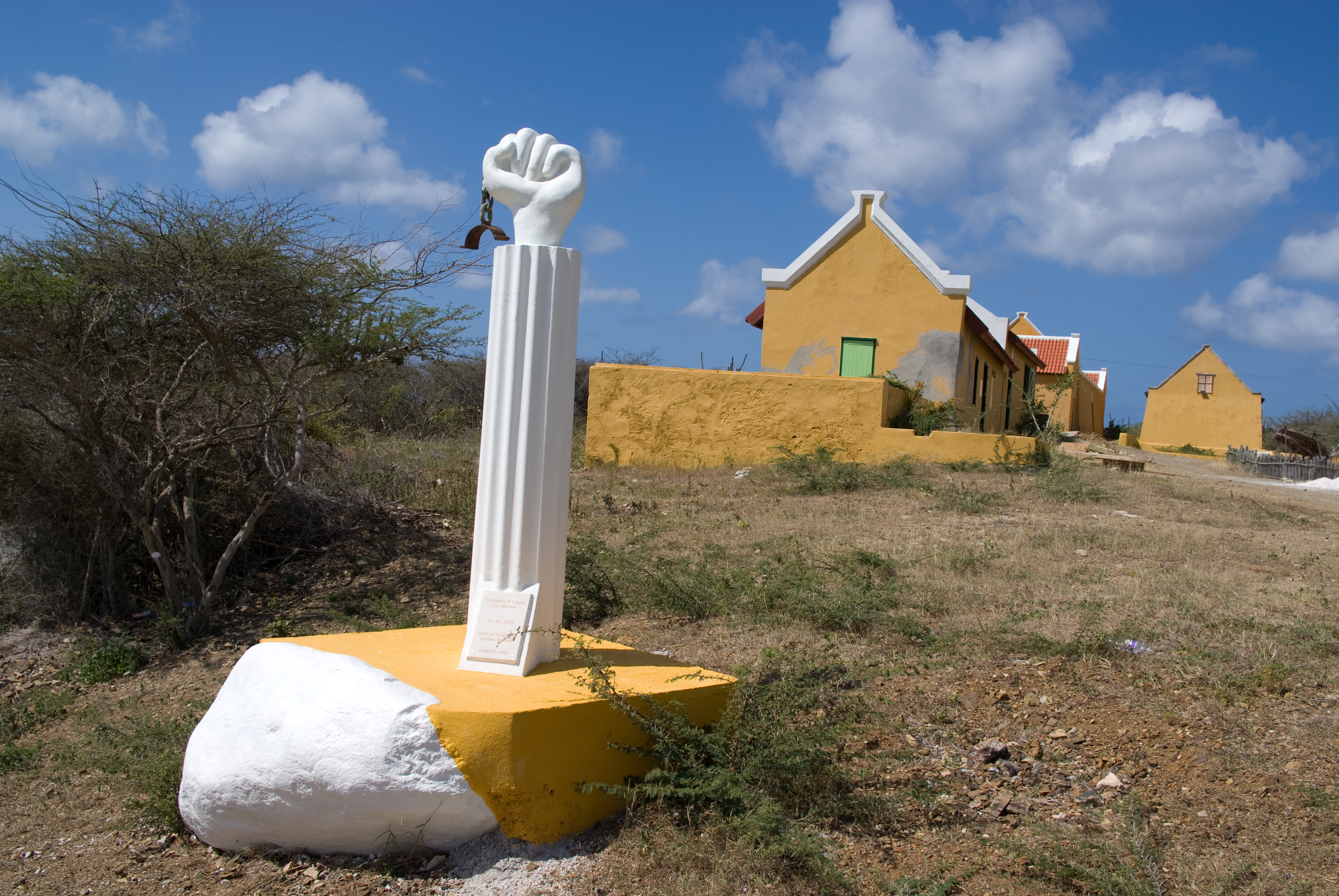
De eerste van de zeven pilaren van het monument voor de slavenopstand van 1795, bij Landhuis Kenepa (2009)
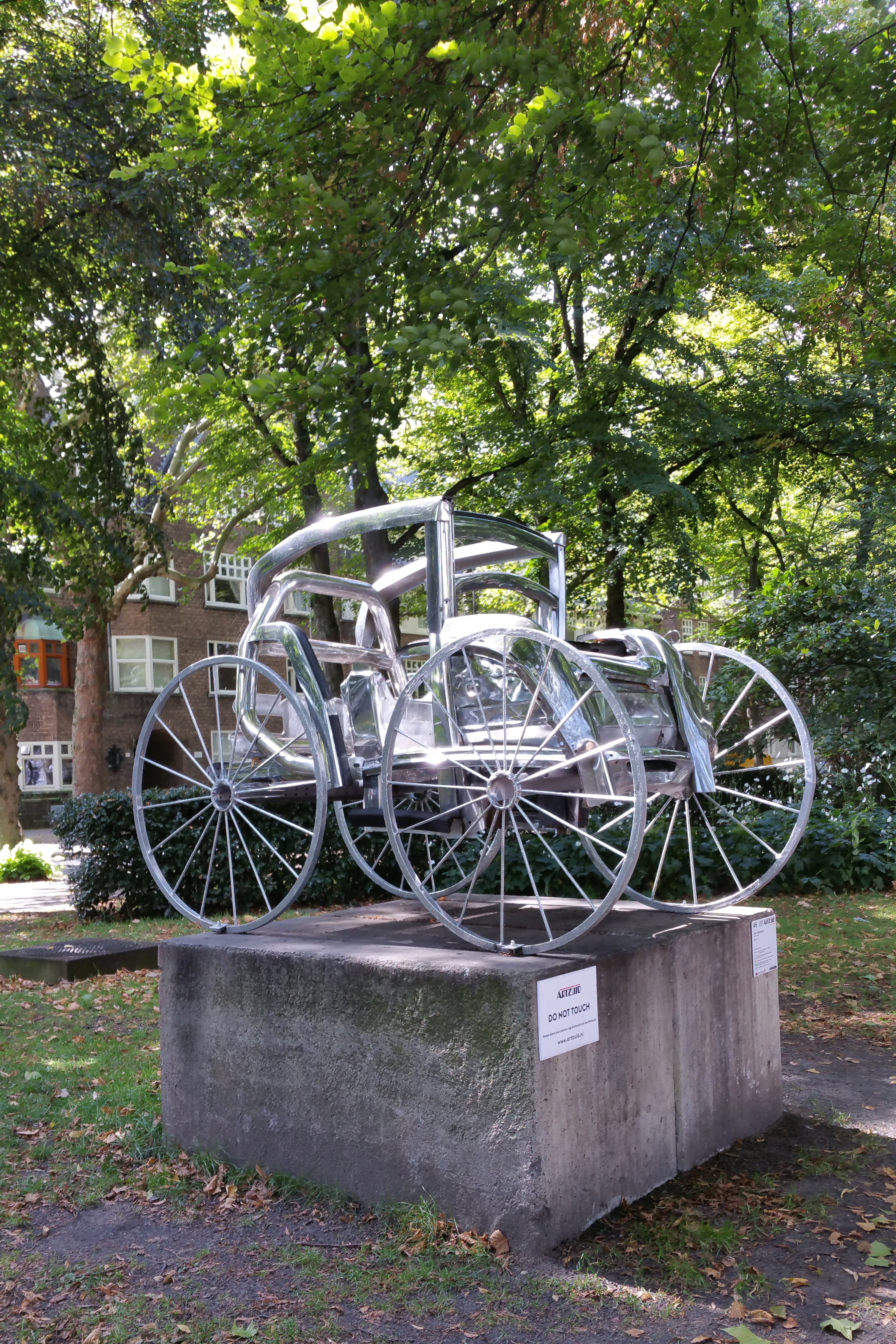
Kitoki op Art Zuid (2019)
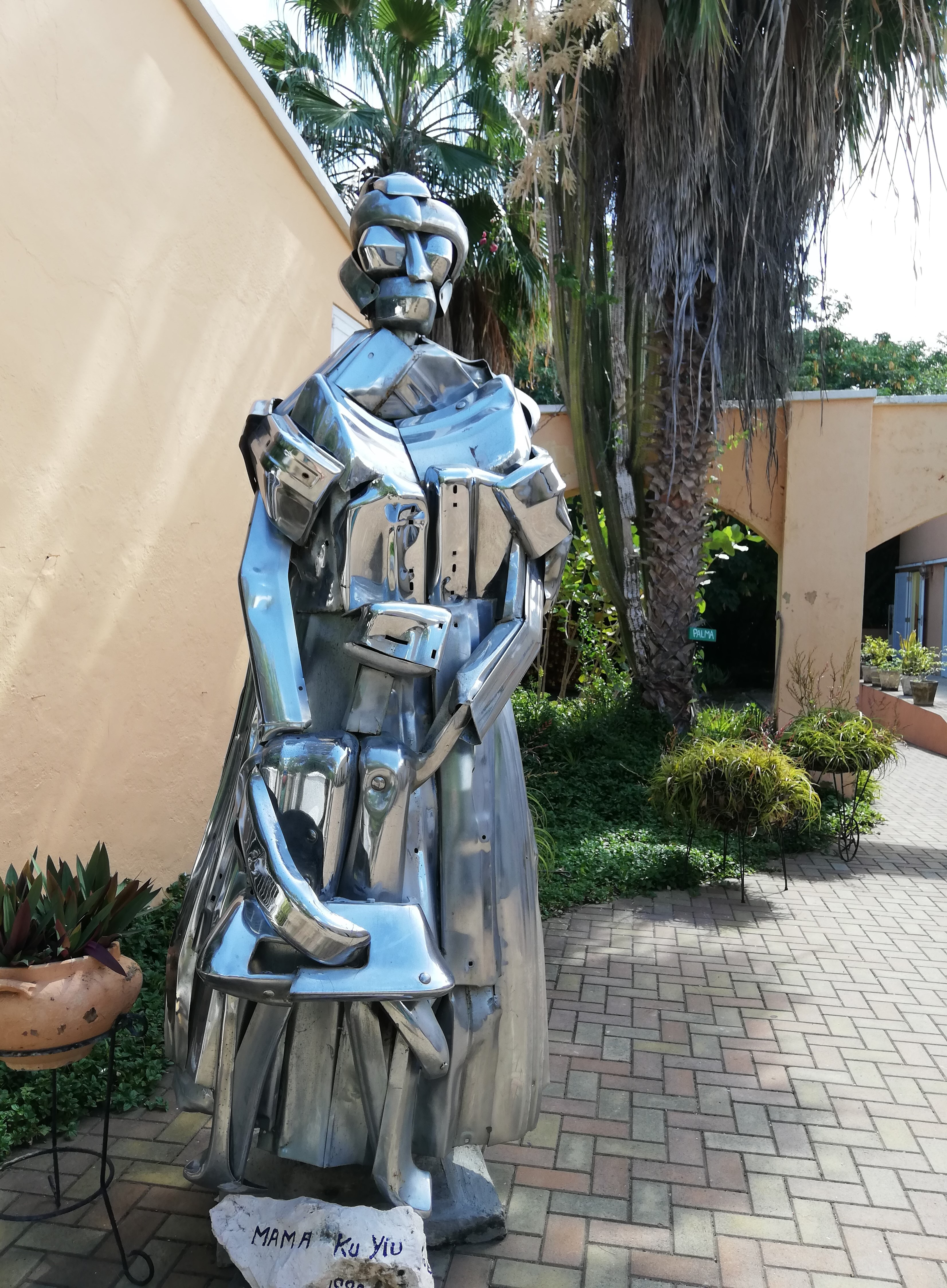
Mama Ki Yiu bij Landhuis Bloemhof (2021)